# Eden Carson
Eden Jean Carson (* 8. August 2001 in Dunedin, Neuseeland) ist eine neuseeländische Cricketspielerin die seit 2022 für die neuseeländischen Nationalmannschaft spielt.

## Aktive Karriere
Carson gab ihr Debüt in der Nationalmannschaft im Juli 2022 bei den Commonwealth Games 2022 gegen Südafrika. Im September absolvierte sie auch ihr Debüt im WODI-Cricket in den West Indies, wobei ihr 3 Wickets für 31 Runs gelangen. In der Folge etablierte sie sich im Team und wurde für den ICC Women’s T20 World Cup 2023 nominiert. Dort konnte sie unter anderem gegen Bangladesch 3 Wickets für 18 Runs erreichen.